# La Bourgonce
La Bourgonce là một xã, nằm ở tỉnh Vosges trong vùng Grand Est của Pháp. Xã này có diện tích 16,56 km², dân số năm 1999 là 712 người. Xã này nằm ở khu vực có độ cao trung bình 356 m trên mực nước biển. Dân địa phương tiếng Pháp gọi là Bourgonçois.

## Biến động dân số
| Năm | 1962 | 1968 | 1975 | 1982 | 1990 | 1999 |
| --- | ---- | ---- | ---- | ---- | ---- | ---- |
| Dân số | 301  | 330  | 534  | 740  | 753  | 712  |
| From the year 1962 on: No double counting—residents of multiple communes (e.g. students and military personnel) are counted only once. |      |      |      |      |      |      |